# Bumps and Willie
Pour plus de détails, voir Fiche technique et Distribution.
Bumps and Willie est un film muet américain réalisé par Fred Huntley et sorti en 1913.

## Fiche technique
- Réalisation : Fred Huntley
- Scénario : William E. Wing
- Date de sortie :
  - États-Unis : 23 septembre 1913

## Distribution
- Charles E. 'Bunny' Feehan : Bumps
- William Hutchinson : Willie
- Betty Schade : Betty Van Caster
- Jim Ormsby : Officier Sheere
- Charles Dillon : Officier Thinner
- Lucille Reynolds : Jennie, la bonne de Betty